# Темплатний термодинамічний ефект
Темплатний термодинамічний ефект (рос. темплатный термодинамический эффект, англ. thermodynamic template effect) — темплатний ефект, коли йон металу зміщує рівновагу за рахунок зв'язування продукту реакції (макроциклу), утворюючи з ним стабільну сполуку.